# Władimir Zatwornicki
Władimir Andriejewicz Zatwornicki (ros. Владимир Андреевич Затворницкий, ur. 1 maja 1929 w Moskwie, zm. 26 kwietnia 2017) – radziecki budowniczy, działacz partyjny, Bohater Pracy Socjalistycznej (1966).

## Życiorys
Od 1942 pracował jako kołchoźnik, od 1947 jako budowniczy w organizacjach budowlanych Moskwy – kamieniarz, monter i brygadzista kompleksowej brygady budowlanej Zarządu Budowlanego nr 6 trustu "Mosstroj" nr 1, w 1951 ukończył 7 klas szkoły. Od 1958 członek KPZR, w latach 1971-1981 członek Centralnej Komisji Rewizyjnej KPZR, 1981-1990 członek KC KPZR, od 1989 na emeryturze. 1975-1990 deputowany do Rady Najwyższej RFSRR od 9 do 11 kadencji.

## Odznaczenia i nagrody
- Medal Sierp i Młot Bohatera Pracy Socjalistycznej (11 sierpnia 1966)
- Order Lenina (11 sierpnia 1966)
- Nagroda Państwowa ZSRR (1980)